# Leuthard II de Paris
Leuthard II de Paris († vers 858) comte de Paris... (Maison des Girardides).

## Biographie
Leuthard est le fils du comte Bégon de Paris et d'Alpaïs (soit fille de l'empereur Louis le Pieux, ou fille de Charlemagne). 
Il succède à son cousin Gérard II de Paris comme comte de Paris, se marie en 828 et a une fille :
- Ingeltrude de Paris.

Il disparaît vers 858. Son neveu Adalhard de Paris, fils de sa sœur Suzanne de Paris, lui succède comme comte de Paris.